# Mikolaj Čarneckij
Mikolaj Čarneckij (Semakivtsi, 14. prosinca 1884. – Lavov, 2. travnja 1959.), biskup i apostolski egzarh za regije Volyn i Podlaskie. Papa Ivan Pavao II. proglasio ga je blaženim.

## Životopis
Rođen je 14. prosinca 1884. u selu Semakivtsi u Ukrajini kao prvo od devetero djece. Njihova obitelj je bila član Ukrajinske grkokatoličke Crkve. Na ukrajinskom institutu sv. Jozafata u Rimu je stekao doktorat. Za svećenika je zaređen 1909. godine, a deset godina nakon je ušao u Družbu presvetog otkupitelja. Za biskupa regije Lebed i Apostolskog vizitatora za ukrajinske grkokatolike u regiji Voly i Podlaskie. 
Za vrijeme sovjetske okupacije prognan je iz Volyna i odlazi u Lavov. Tamo je bio prisiljen raditi u kamenolomu kako bi si osigurao sredstva za život. Sa svim grkokatoličkim biskupima je uhićen 11. travnja 1945. te na montiranom sudskom procesu optužen za "suradnju s nacističkim režimom" te da je "agent Vatikana". Prvotno je bio osuđen na pet godina prisilnog rada u Sibiru, ali mu je kasnije kazna povećana na 15 godina. 
Nakon što je prošao oko 30 sovjetskih logora, oslobođen je iz zatvora 1956. godine. Umro je u Lavovu 2. travnja 1959., u dobi od 75 godina. Za vrijeme apostolskog posjeta Ukrajini, 27. lipnja 2001., papa Ivan Pavao II. proglasio ga je blaženim, zajedno s 24 prijatelja mučenika Ukrajinske grkokatoličke Crkve.